# Salvatore Musumeci
Toti Salvatore Musumeci (Pesaro, 24 giugno 1958) è un politico e avvocato italiano.